# Toulon Élite Futsal
Maillots
Actualités
Le Toulon Élite Futsal est un club de futsal français fondé en 2008. Son siège est situé dans le Quartier Saint-Roch à Toulon.
Le TÉF dispute ses matchs à domicile au Palais des sports Jauréguiberry, et y évolue en rouge et noir. Son équipe première est entraînée par Sergei Padalinski depuis 2023 et évolue en première division depuis la saison 2011-12.

## Histoire

### Montée en puissance (2008-2014)
Le club est fondé en décembre 2008 par Sassi Ben Naceur et des amis, sous le nom d'« International Saint-Roch ». Affiliée à l'Union nationale des clubs de futsal (UNCFs), qui a des règles différentes du futsal FIFA, l'équipe remporte un tournoi international et fait déjà parler d'elle.
Pour la saison 2009-2010, le District du Var de la Fédération française de football, demande aux clubs de l'UNCFs de le rejoindre. L'International St-Roch change donc de fédération, sous le nom de son association « Toulon Tous Ensemble ». Une trentaine d'équipes sont affiliées et un championnat départemental à deux divisions voit le jour. En fonction de ses résultats précédents, le TTE intègre la première division. Toulon termine second, derrière Carqueiranne et les deux équipes sont promues en championnat régional. Cette saison-là, les Toulonnais gagnent aussi la Coupe du Var. L'équipe comporte alors des joueurs de football traditionnel, notamment au Sporting Toulon Var.
En Division d'honneur futsal lors de l'exercice 2010-2011, Toulon affronte des adversaires ayant plusieurs années de futsal derrière eux. Pour autant, le club lutte avec l'AJAMS Port-de-Bouc, relégué du Championnat de France précédent, et termine champion régional avec une victoire 11-2 en finale contre Port-de-Bouc. Il remporte aussi une nouvelle Coupe du Var, contre Carqueiranne. Les six meilleures équipes de DH de France (sur 22 ligues régionales) son promu en Championnat de France. Toulon se classe 5e ou 6e et enchaîne une seconde promotion, de justesse. En moins de trois saisons, l'équipe accède donc au niveau national. C'est la première fois qu'un club varois accède à l'élite de futsal.
Conscient de son manque d'expérience face à ses nouveaux adversaires du Championnat national 2011-2012, Toulon se met en entente avec le club de Carqueiranne. Trois joueurs les rejoignent, tout comme Michaël Candida, entraîneur des gardiens et Rachid Chachou, qui devient le nouvel entraîneur et apporte ses connaissances du futsal. Le début de saison est compliqué, l'équipe enchaîne les défaites. En novembre, le club décide de recruter les Brésiliens Thiago Souza puis, en janvier, Joney Herbert et Vinicius. Le niveau de futsal de l'équipe est alors développé, avec des combinaisons et déplacements nouveaux. Les résultats s'améliore et l'équipe se maintient à l'issue de la dernière journée de compétition.
Lors de la saison 2012-2013, pour obtenir son maintien, il faut finir dans les six premiers (sur douze) du groupe, avant le passage à une poule unique. Le club recrute plusieurs joueurs français et étrangers. Après une nouvelle saison difficile, l'équipe toulonnaise assure encore son maintien lors de la dernière rencontre, en battant le Bruguières SC, l'un des cadors du championnat. Les Varois intègrent la nouvelle poule unique de Division 1.
En juillet 2013, le Toulon TEF participe au Championnat de France de beach-soccer. Défait dès les huitièmes de finale par le FC Saint-Médard-en-Jalles (7-1), le club remporte sa demi-finale de classement contre Vendée Fontenay Foot (6-2) puis le match pour la cinquième place (sur huit) face à l'UJS Toulouse 31 (5-3).
Pour 2013-2014, le Toulon TEF se renforce avec l'arrivée d'internationaux slovènes comme les attaquants Dejan Bizjak (it), Ales Vrabel et le gardien Alen Mordej (it). Le 12 avril 2014, Toulon se qualifie pour la première fois de son histoire pour les demi-finales de la Coupe de France, perdue 5-6 contre le futur vainqueur, Kremlin-Bicêtre, après avoir mené 3-0. En championnat, comme la saison précédente, le club termine à la 6e place avec dix victoires et autant de défaites.

### Premiers rôles nationaux (depuis 2014)
Pour la saison 2014-2015, l'entraîneur italien Felice Mastropierro recrute des joueurs avec le style de jeu qu'il souhaite inculquer. Des Espagnols et Brésiliens sont recrutés, dont les retours de Juanito et Vini. L'objectif dès le début de saison est de se qualifier pour la nouvelle phase finale. Seule ombre au tableau, l'élimination des varois une semaine plus tard dès les 16e de finale de la Coupe de France (3 à 5) face au Bruguières SC. Sans arriver à s'imposer contre les autres équipes de tête, le Sporting, Douai et le Kremlin-Bicêtre, le groupe termine sur le podium de D1. En demi-finale du championnat, Toulon élimine Douai à l'extérieur (3-4 a. p.). Le club accède ainsi pour la première fois à la finale du Championnat de France. Disputée au Palais des Sports de Caen, le KB remporte le trophée face aux Toulonnais à l'issue de la séance de tirs au but (5-5 t. a. b. 5-4), malgré un quadruplé de l'Espagnol David Busquets.
Lors de la saison 2015-2016, les Toulonnais se qualifient une nouvelle fois pour les demi-finales de D1. L'attaquant paraguayen du club, Nicolas Zaffe, termine meilleur buteur du championnat. En Coupe de France, l'équipe échoue en quart-de-finale chez le Paris ACASA, club de seconde division. À l'issue de cette saison, Felice Mastropierro quitte le club.
Sur l'exercice 2016-2017, en tant que cinquième de Division 1, Toulon est le premier club non-qualifié pour les play-offs. L'équipe échoue à cinq points de la quatrième place. Un second toulonnais consécutif remporte le titre de meilleur buteur de D1, le Brésilien Jhow.
Durant l'été 2017, le TEF est champion départemental de football de plage puis perd en finale de la Ligue de la Méditerranée contre le Marseille Beach Team (6-3). Qualifié pour la phase nationale avec l'international Nasser Boucenna, l'équipe termine onzième sur douze.
En 2017-2018, le TEF termine second de la phase régulière du Championnat derrière le Kremlin-Bicêtre. En demi-finale de phase finale, les Toulonnais écartent le Garges Djibson, champion en titre, après prolongation (7-5 a. p.). Comme trois ans auparavant, le KB empêche Toulon de remporter son premier titre de champion (défaite 1-3).
Début juillet 2018, le club termine vice-champion régional de football de plage et se qualifie pour le Championnat de France, comme en 2013. L'équipe se sort du tour de qualification joué à la fin du mois. Mi-août, lors de la phase finale, Toulon termine dernier de sa poule puis perd le match de classement, pour finir huitième sur autant d'équipes participantes à la finale.
Lors de la saison 2018-2019, après avoir terminé premier de la phase régulière de Division 1, avec un point d’avance sur l'ACCES et ses joueurs de l'équipe de France, Toulon remporte les play-offs à domicile. Après deux échecs, le TEF l'emporte contre ACCES en finale (4-3 a. p.) et devient la première équipe non-francilienne à remporter le Championnat de France de futsal. Pour décrocher son premier titre, Toulon s'appuie notamment sur son gardien international tricolore Ba El Maarouf et sur son buteur capverdien Nito, meilleur buteur de la saison régulière (29 buts, plus deux en demi-finale).
À l'été 2021, Felice Mastropierro effectue son retour en tant qu'entraîneur pour un projet de trois ans basé sur la formation.

## Structure du club

### Statut du club et des joueurs
Le club est affilié à la Fédération française de football, qui régit le futsal en France, sous le numéro 581767. Il réfère aussi à ses antennes délocalisées : la Ligue régionale  de la Méditerranée et le District départemental du Var.
Les joueurs ont soit un statut bénévole, amateur ou de semi-professionnel sous contrat fédéral.

### Salle et identité visuelle

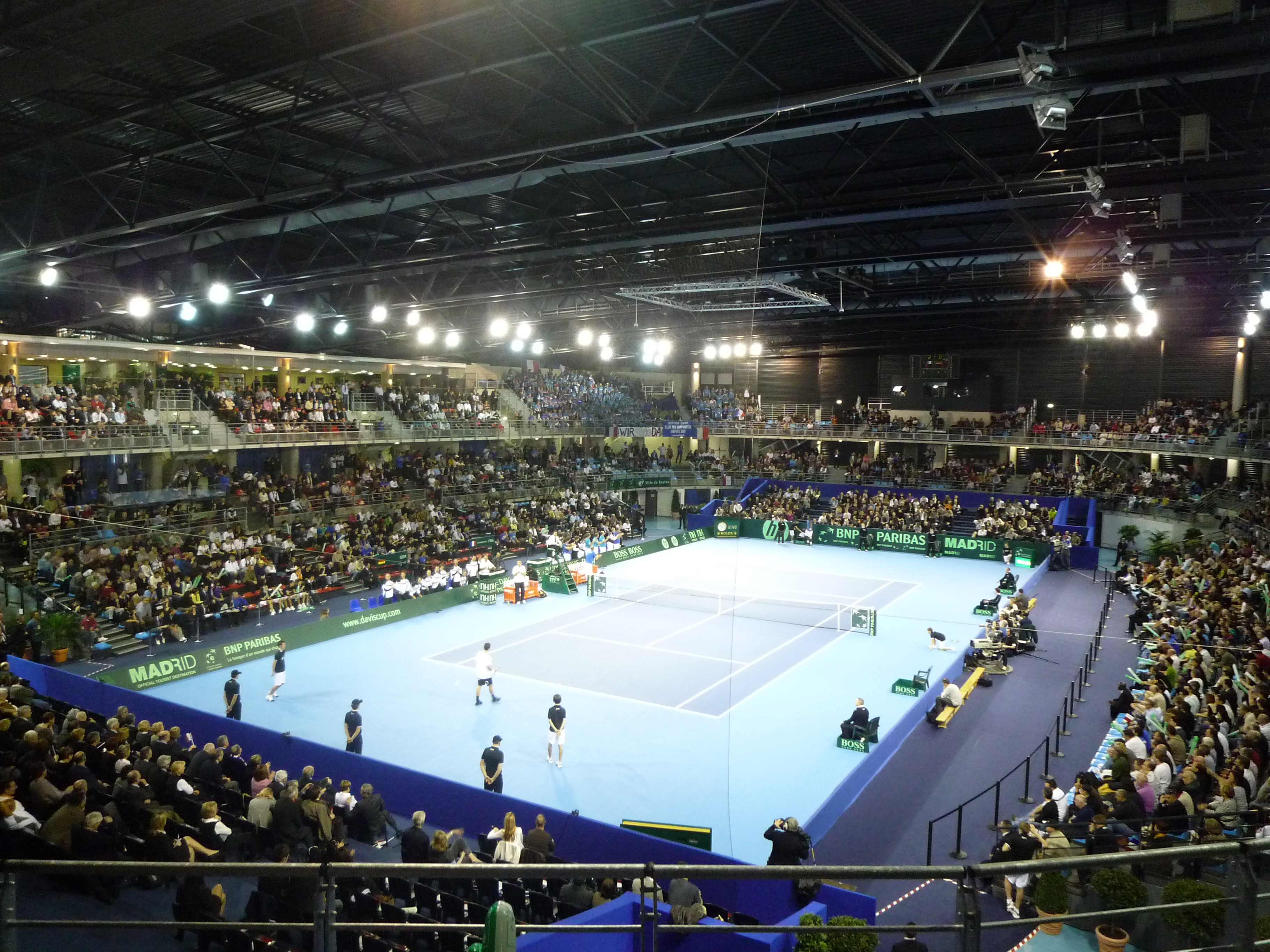
Palais des sports de Toulon

Le club évolue à la Salle Aréna du Pays d'Aix à Aix-en-Provence ou dans la Salle du Palais des sports Jauréguiberry de Toulon. Jusqu'en 2013, le club évolue dans la petite salle du Palais des sports mais, non-homologuée et le club montant en Division 1, celui-ci demande à jouer dans la grande salle.
Les couleurs du club sont comme le Rugby club toulonnais : rouge et noir.

Toulon Tous Ensemble
Toulon élite

## Palmarès

### Titres et trophées
Le tableau suivant récapitule les performances du Toulon Élite Futsal dans les diverses compétitions françaises.
| Compétitions nationales | Compétitions régionales                                                                           |
| --- | ------------------------------------------------------------------------------------------------- |
| - Championnat de France de futsal (1) - Champion : 2019 - Finaliste : 2015 et 2018 - Coupe de France de futsal - Demi-finaliste : 2014 et 2017 - Championnat de France de football de plage - 5e : 2013 - 8e : 2018 - demi-finale : 2019 | - Championnat régional (1) - Vainqueur : 2011 - Coupe du Var (3) - Vainqueur : 2013, 2014 et 2015 |

### Bilan par saison
| Saison    | Championnat               | Championnat | Championnat | Championnat | Championnat | Championnat | Championnat | Championnat | Championnat | Championnat | Championnat     | Coupe de France | Ligue des champions |
| Saison    | Division                  | Class.      | Pts         | M           | V           | N           | D           | Bp          | Bc          | Diff.       | Phase finale    | Coupe de France | Ligue des champions |
| --------- | ------------------------- | ----------- | ----------- | ----------- | ----------- | ----------- | ----------- | ----------- | ----------- | ----------- | --------------- | --------------- | ------------------- |
| 2009-2010 | 1re division - District   | 2e          |             |             |             |             |             |             |             |             | -               | ?               | non qualifié        |
| 2010-2011 | Division d'honneur        | 1er         |             |             |             |             |             |             |             |             | -               | ?               | non qualifié        |
| 2011-2012 | Champ. de France - grp. B | 9e/14       | 59 pts      | 26          | 10          | 3           | 13          | 130         | 152         | -22         | -               | ?               | non qualifié        |
| 2012-2013 | Champ. de France - grp. A | 6e/12       | 59 pts      | 22          | 12          | 1           | 9           | 94          | 74          | +20         | -               | 32e de finale   | non qualifié        |
| 2013-2014 | Division 1                | 6e/13       | 58 pts      | 24          | 10          | 4           | 10          | 104         | 98          | +6          | -               | Demi-finale     | non qualifié        |
| 2014-2015 | Division 1                | 3e/11       | 59 pts      | 20          | 12          | 3           | 5           | 93          | 57          | +36         | Finaliste       | 16e de finale   | non qualifié        |
| 2015-2016 | Division 1                | 4e/12       | 66 pts      | 22          | 14          | 1           | 6           | 127         | 90          | +37         | Demi-finale     | Quart de finale | non qualifié        |
| 2016-2017 | Division 1                | 5e/11       | 37 pts      | 20          | 12          | 1           | 7           | 79          | 61          | +18         | -               | Demi-finale     | non qualifié        |
| 2017-2018 | Division 1                | 2e/13       | 54 pts      | 24          | 17          | 3           | 4           | 119         | 80          | +39         | Finaliste       | Demi-finale     | non qualifié        |
| 2018-2019 | Division 1                | 1er/12      | 53 pts      | 22          | 17          | 2           | 3           | 84          | 54          | +30         | Champion        | Quart de finale | non qualifié        |
| 2019-2020 | Division 1                | 4e/12       | 22-1 pts    | 14          | 7           | 2           | 5           | 47          | 45          | +2          | annulée         | 16e de finale   | Tour principal      |
| 2020-2021 | Division 1                | 8e/12       | 27 pts      | 22          | 8           | 3           | 11          | 79          | 76          | +3          | pas de playoffs | non jouée       | non qualifié        |
| 2021-2022 | Division 1                | 4e/10       | 28 pts      | 18          | 9           | 1           | 8           | 62          | 73          | -11         | pas de playoffs | Demi-finaliste  | non qualifié        |
| 2022-2023 | Division 1                | 6e/11       | 24 pts      | 20          | 6           | 6           | 8           | 66          | 80          | -14         | non qualifié    | Demi-finaliste  | non qualifié        |

## Personnalités du club

### Présidents
Sassi Ben Naceur est le président-fondateur du club. Contre l’avis général, il l'engage rapidement au niveau régional. Finalement, le club remporte tous ses matchs, accédant à au championnat de France.

### Entraîneurs
À l'été 2011, à la suite de la montée en Championnat de France de futsal, le Toulon TEF s'associe au club de Carqueiranne, auparavant rival local. Des joueurs le rejoignent, tout comme Rachid Chachou, qui devient le nouvel entraîneur, et Michaël Candida, entraîneur des gardiens. Après deux maintiens en Championnat de France, le club décide de se séparer de Chachou. Des joueurs étrangers sont alors plus expérimentés que lui. Cela crée une situation compliquée à gérer, aggravée par des contraintes professionnelles. Fin mai 2013, le club décide de ne pas renouveler son entraîneur Rachid Chachou pour la saison 2013-2014, après deux années à la tête de l'équipe.
Cela au profit de l'Italien Felice Mastropierro. Mastropierro  et son adjoint Karim Deman se voient offrir leur formation au diplôme d'entraîneur par le club. Il mène le Toulon Élite Futsal à sa première finale de championnat de France en 2014-2015. L'année suivante, il est élu meilleur entraîneur de Division 1.
En 2016, Mastropierro est remplacé par l'Espagnol Lluis Bernat Molina. À l'été 2018, Molina quitte le club, à la suite de la finale perdue de D1. Il est remplacé par l'adjoint de l'équipe depuis cinq saisons, Karim Deman-Marouani. À l'été 2019, Mastropierro fait son retour à Toulon pour aider le club au tour préliminaire de la Ligue des champions.
À l'intersaison 2021, Deman-Marouani quitte son poste mais reste adjoint pour les matchs à domicile. Il est remplacé par l'Italien Felice Mastropierro qui effectue son retour au club pour un projet de trois ans basé sur la formation de jeunes locaux.
| Période     | Entraîneurs          | Adjoints                               | Titres                                                       |
| ----------- | -------------------- | -------------------------------------- | ------------------------------------------------------------ |
| 2008-2011   | ?                    | -                                      | Championnat régional 2011 Coupe du Var 2010 et 2011          |
| 2011-2013   | Rachid Chachou       | -                                      |                                                              |
| 2013-2016   | Felice Mastropierro  | Karim Deman-Marouani Nejmeddine Zarrad | Vice-champion de France 2015 Coupe du Var 2013, 2014 et 2015 |
| 2016-2018   | Lluis Bernat Molina  | Karim Deman-Marouani                   | Vice-champion de France 2018                                 |
| 2018-2021   | Karim Deman-Marouani | Loïc Rochard                           | Champion de France 2019                                      |
| depuis 2021 | Felice Mastropierro  | Karim Deman-Marouani                   |                                                              |

### Joueurs notables
Monté au niveau régional en 2010, les règlements sont modifiés par la Ligue de la Méditerranée et interdisent aux joueurs d'avoir une double licence football traditionnel-futsal à partir de la saison 2010-2011. Cela concerne plusieurs joueurs du club, dont le capitaine plusieurs fois pré-sélectionné en équipe de France Farah Gouled, Carmine Marciano, le gardien et entraîneur Amir Boisserie et des jeunes comme Thomas Auclaire et Robert Rakatomalala, joueurs du Sporting Toulon Var en Championnat de France amateur et auteur, pour ce dernier, d'une quarantaine de but lors de l'exercice 2010-2011.
En difficulté en 2011-2012, pour la première année en championnat de France, le club recrute en cours de saison les Brésiliens Thiago Souza, ancien joueur du Paris Métropole et conseillé par Jean-Pierre Sabani, puis Joney Herbert et Vinicius en janvier 2012. Le niveau de l'équipe est alors augmenté et celle-ci se maintient à la dernière journée.
Pour l'exercice 2012-2013, le club se renforce à nouveau avec les venues d'Alaeddin Aouni, Aurélien Heuninck, le gardien international français Riad Karouni, et deux Espagnols Diego Heredia et Juanito. Dans un second temps, le gardien international slovène Alen Mordej (it) et le défenseur expérimenté Brésilien, Lucena, rejoignent le groupe.
Après la bonne surprise Alen, pour l'édition 2013-2014, le club décide de s'orienter vers des joueurs de l'Est. Mordej attire plusieurs joueurs slovènes : Dejan Bizjak (it), Ales Vrabel, Sebastian Drobne et le Serbe Aleksandar Živanović (en).
En 2014-2015, l'entraîneur Felice Mastropierro souhaite des joueurs correspondant au style de jeu qu'il souhaite inculquer. Le club recrute des Espagnols tels que Victor Paez, au détriment de joueurs serbes et slovènes. Juanito et Vinicius reviennent. Le Brésilien Paulinho Garibaldi débarque en provenance de l'ASD Forlì (it) en Italie.
| Liste non exhaustive de joueurs du club | Liste non exhaustive de joueurs du club | Liste non exhaustive de joueurs du club |
| Nom                                     | Période                                 | Poste                                   |
| --------------------------------------- | --------------------------------------- | --------------------------------------- |
| Alaeddin Aouni                          | 2012 - ?                                |                                         |
| Thomas Auclaire                         |                                         |                                         |
| Thomas Bertrand Fontana                 |                                         |                                         |
| Amir Boisserie                          |                                         |                                         |
| Michaël Candida                         | 2011 - ?                                |                                         |
| Anthony Cazalas                         |                                         |                                         |
| Steven Dijoux                           |                                         |                                         |
| Soufyane El Hafyani                     |                                         |                                         |
| Farah Gouled                            | 2008 - ...                              |                                         |
| Aurélien Heuninck                       | 2012 - ?                                |                                         |
| Riad Karouni                            | 2012                                    | Gardien                                 |
| Ba El Maarouf Kerroumi                  |                                         | Gardien                                 |
| Christian Luft                          |                                         |                                         |
| Carmine Marciano                        |                                         |                                         |
| Robert Rakotomalala                     |                                         |                                         |
| Allen Lucena                            | 2013 - 2015                             | Défenseur                               |
| Jonathan Nascimento da Silva            |                                         |                                         |
| Joney Herbert                           | 2012 - ?                                |                                         |
| Paulinho Garibaldi                      | 2014 - 2015                             |                                         |
| Thiago Souza                            | 2012 - 2022                             |                                         |
| Vinicius De Menezes                     | 2010 - 2012 2014 - ?                    |                                         |
| Pitu Benitez                            |                                         |                                         |
| David Busquets                          | 2014 - 2015                             |                                         |
| Adrian Cifuentes                        | 2013 - 2015                             |                                         |
| Sergio Gomez Jimenez                    | 2014 - ?                                | Gardien                                 |
| Juan "Juanito" Gutierrez                | 2012 - 2013 2014 - ?                    |                                         |
| Diego Heredia                           | 2012 - 2015                             |                                         |
| Chus Hurtado                            |                                         |                                         |
| Saul Marrupe                            |                                         |                                         |
| Victor Paez                             | 2014 - 2015                             | Pivot                                   |
| Cristian Valdivia                       |                                         |                                         |
| Kennedy Ofong Ubenga                    | 2017 - ?                                |                                         |
| Nicolas Zaffe                           | 2015-2016                               |                                         |
| Aleksandar Živanović (en)               | 2013 - 2014                             |                                         |
| Dejan Bizjak (it)                       | 2013 - 2014                             |                                         |
| Sebastijan Drobne                       | 2013 - 2014                             |                                         |
| Alen Mordej (it)                        | 2012 - 2014                             | Gardien                                 |
| Ales Vrabel                             | 2013 - 2014                             |                                         |

Le belge Souliemane Ouadi rejoint le club en 2019. L'international français Adama Dhee porte les couleurs du club durant un an et demi, entre 2021 et 2022 mais ne peut démontrer ses qualités à cause de blessures récurrentes.

### Effectif 2024-2025
Les postes mentionnés se réfèrent à ceux du football. Comprendre que « A - attaquant » désigne les « pivots » et « M - milieu de terrain » les « ailiers ».

## Autres équipes
Pour la saison 2014-2015, le Toulon TEF lance son académie de futsal réservée aux enfants de 8 et 9 ans.
En 2018-2019, le club compte trois équipes seniors évoluant en Division 1, Régional 1 et Départemental 1. Le TEF compte aussi une équipe U12-U13.
Pour l'exercice 2020-2021, le TEF possède une équipe senior féminine de football évoluant en Régional 1.